# José Martínez Valero
José Martínez Valero (Valencia, 14 de octubre de 1911-Mar del Plata, 14 de octubre de 1963) fue un boxeador profesional español, conocido por los sobrenombres Tigre de Alfara o Martínez de Alfara, que conquistó para España el primer título europeo en los pesos semipesados, el 7 de febrero de 1934. 

## Biografía
Al fallecer su madre, desde muy pequeño residió en Alfara del Patriarca, pues fue adoptado por una vecina amiga íntima. Entrenado por el alfarense Tomás Beltrán, debutó como púgil aficionado en 1927 disputando 19 combates victoriosos. Tras conquistar en 1928 el título aficionado "Cinturón Valencia", con el mánager Nicolás Calvo Martínez, firmó un contrato profesional, comenzando a entrenar en el gimnasio del frontón valenciano "Jai Alai". Con una buena esquiva y un croché potente, fue ganando peso y combates, conquistando el campeonato regional de Levante en 1929 en el peso mediopesado.
Ese mismo año, tras 18 victorias consecutivas disputadas en Valencia, fue nombrado aspirante al título nacional tras superar al cántabro Amador Rodríguez, en la velada organizada por la Asociación de la Prensa valenciana, el 12 de octubre de 1929. En marzo de 1930, el "Tigre de Alfara" (apodo creado por "Alarcón", promotor y articulista de El Mercantil Valenciano), conquistó el campeonato de España semipesado (peso mediopesado) ante el vasco Antonio Gaviola. Fue campeón nacional en ese peso desde 1930 a 1937.
En 1930, situado entre los mejores púgiles nacionales, tras nueve victorias y un nulo, obtuvo los derechos para disputar el título europeo. En 1931, la Unión Internacional de Boxeo le nombró aspirante al campeonato europeo del peso semipesado, junto al campeón alemán Ernst Pistulla. En Valencia fue todo un acontecimiento, pues nunca se había disputado allí un título europeo. Pese al gran ambiente, perdió el combate a los puntos, en un enfrentamiento muy igualado. En 1932, tras 9 victorias y 3 derrotas, volvió a disputar en Valencia el título europeo ante otro alemán, Adolf Heuser, y volvió a perder, recibiendo una bronca de su afición. Tras esta última disputa del título europeo, se rompió la relación que tenía el púgil con Calvo y Alarcón. Fue otro mánager, Juan Tomás, más conocido entonces por "Tomaset", quien recuperó al joven deportista para el boxeo, llevándole a entrenar a gimnasios de Madrid y Barcelona, ciudades donde recuperó el prestigio perdido.
Desde principios de 1933, volvió a entrenar en la ciudad del río Turia. El 22 de abril de 1933, de nuevo en la plaza de toros de Valencia,  conquistó el título nacional semipesado ante el almeriense Santiago Morales. Al aparecer en el ring recibió una sonora pitada de su afición, pero finalmente salió a hombros.  En 1933, con un total de 6 victorias conseguidas, de nuevo fue nombrado aspirante al título europeo por la Unión Internacional de Boxeo. Esta vez, el rival fue el campeón belga Leonard Steyaert, al dejar vacante el título del peso semipesado el sueco John Andersson. El combate se disputó el 7 de febrero de 1934, en el Teatro-Circo Olympia de Barcelona, donde conquistó por primera vez el campeonato de Europa profesional para España.
Pero el título europeo le duró muy poco, desde París, el famoso promotor americano Jeff Dickson, le ofreció al valenciano 100.000 francos por pelear contra el campeón mundial del peso mediano, el francés Marcel Thil, que no expuso su título. El 26 de marzo de ese año, con el Palais des Sports parisino lleno, el español disputó su título europeo del peso semipesado ante el galo, siendo descalificado en el decimotercer asalto por el árbitro italiano "Sermonetta". Al terminar el combate, el valenciano tenía fracturada una mano. El público francés abucheó al árbitro por no estar de acuerdo con su decisión. Nunca se celebró una revancha entre los dos boxeadores.
En 1935 venció en 5 combates e hizo un combate nulo con Ignacio Ara. Durante 1936, y hasta el inicio de la Guerra Civil Española, realizó 3 combates (2 victorias, 1 derrota). Con su esposa Elvira y su hijo Pepito, residió en Alfara desde el inicio de la contienda bélica. Partidario del gobierno de la Segunda República Española, participó en espectáculos benéficos. Empezando 1937 se marchó de gira forzosa a Francia por enfrentamientos con algunos milicianos del municipio.
Acompañado en París por Juan Tomás, que después volvió a Valencia, cambió de mánager durante 1937, pasando a entrenar con el músico y mánager cubano Eduardo Castellanos, en el gimnasio de la "Salle Mario". Un gimnasio que estaba en el Bulevar Barbès, cerca de la Estación de París Norte. En Francia, se enfrentó a púgiles europeos destacados, demostrando que no había perdido la forma física a pesar de la guerra. En enero de 1938 marchó a Argentina sin su familia. El púgil se reunió con su familia finalizada la guerra, en 1941. En América del Sur, combatió en Argentina, Chile y Brasil. Con cerca de 150 combates disputados, se retiró como boxeador en el club "Libertad" de Sunchales (Santa Fe). En 1942 se estableció junto a su familia en Mar del Plata, en la arbolada calle "Pampa". Tras su retirada, se convirtió en preparador y mánager de jóvenes deportistas en el Club Atlético Aldosivi y en el gimnasio del Estadio "Bristol". Algunos de sus pupilos fueron olímpicos, destacando: Ubaldo F. Sacco, Antonio Cuevas, Vicente J. "Tito" Yanni, Rafael Merentino, Julio Roberto Palavecino, Juan Carreño, Oscar Lucero "Gatiquita", Ángel "Tato" Coria, Néstor Saravia y Mario Tarsetti.

## Principales Combates
- 21 de marzo de 1928, Valencia. Vence a Villanueva por puntos en 6 asaltos y se proclama campeón "Cinturón Valencia" amateur del peso wélter.
- 18 de julio de 1929, Valencia. Vence a Miguel Alpañéz por puntos en 10 asaltos y se proclama campeón de Levante profesional del peso mediopesado.
- 12 de octubre de 1929, Valencia. Vence a Amador Rodríguez por KO en 6 asaltos y se proclama aspirante al título Nacional del peso mediopesado.
- 29 de marzo de 1930, Valencia. Vence a Antón Gabiola por Descalificación en 8 asaltos y se proclama campeón de España del peso semipesado.
- 19 de julio de 1930, Valencia. Vence a Antón Gabiola por puntos en 15 asaltos y retiene su corona Nacional.
- 8 de noviembre de 1930, Vigo. Hace nulo con Edelmiro Otero en 15 asaltos y retiene su corona Nacional.
- 18 de marzo de 1931, Valencia. Es derrotado por Ernst Pistulla por puntos en 15 asaltos y no puede conquistar el título europeo semipesado.
- 12 de septiembre de 1931, Valencia. Vence a Edelmiro Otero por puntos en 15 asaltos y retiene su corona Nacional.
- 25 de junio de 1932, Valencia. Es derrotado por Adolf Heuser por KO en el asalto primero y no puede conquistar el título europeo semipesado.
- 14 de diciembre de 1932, Madrid. Vence a Edelmiro Otero por puntos en 15 asaltos y retiene su corona Nacional.
- 22 de abril de 1933, Valencia. Vence a Santiago Morales por abandono en el asalto tercero y retiene su corona Nacional.
- 7 de febrero de 1934, Barcelona. Vence a Leonard Steyaert por puntos en 15 asaltos y se proclama campeón de Europa del peso semipesado.
- 26 de marzo de 1934, París. Es derrotado por Marcel Thil por descalificación en el 13.º asalto y pierde el título europeo del peso semipesado.
- 13 de marzo de 1935, Madrid. Hace nulo con Ignacio Ara en 15 asaltos y retiene su corona Nacional.
- 3 de diciembre de 1935, Barcelona. Vence a Santiago Solá por abandono en 14 asaltos y retiene su corona Nacional.
- 31 de enero de 1936, Madrid. Vence a Antonio Rodrigues por puntos en 10 asaltos y se proclama campeón de Iberia.

## Títulos
- Campeón "Cinturón Valencia" - Amateur, peso wélter, 1928.
- Campeón Regional de Levante - Profesional, peso mediopesado, 1929.
- Campeón de España - Profesional, peso semipesado: 1930, 1931, 1932, 1933, 1934, 1935, 1936 y 1937.[14]
- Campeón de Europa - Profesional, peso semipesado: 1934.
- Subcampeón de Europa - Profesional, peso semipesado: 1931, 1932 y 1934.
- Campeón de Iberia - Profesional, peso semipesado: 1936.